# Dólar de Brunei
O dólar de Brunei ou do Brunei, de nome oficial, ou dólar bruneíno ou bruneano, é a unidade monetária utilizada em Brunei desde 1967. Ela é normalmente abreviada com o símbolo de dólar $, ou alternativamente B$ para se distinguir das outras moedas também chamadas dólar. Está dividido em 100 cêntimos. O dólar de Brunei é emitido pela Autoridade Monetária do Brunei Darussalam.
Sob um contrato de permutação de moedas feito em 1967, o dólar do Brunei é intercambiável com o dólar de Singapura no par. Como tal, o dólar do Brunei é aceito em Singapura como "concurso habitual"; Da mesma forma, o dólar de Singapura é "habitualmente aceito" no Brunei.